# IPad Mini (1. generace)
iPad Mini (stylizováno jako iPad mini) je celkově první generace menšího tabletu iPadu mini od americké firmy Apple o velikosti 8 palců. Byl představen na konferenci Applu 2. října 2012. V České republice se začal prodávat 1. listopadu 2012.

## Design
Jde o první velkou změnu od vydání iPadu 2. Design vytvořený pro tento iPad využívá také 2. generace iPadu mini a iPad Air. Novinkami oproti iPadu 2 jsou potom například tenčí rámečky na bocích displeje a nebo barevná záda s jiným tvarováním.

## Hardware
Tablet využívá 32bitový procesor Apple A5. Fotit se dá pomocí zadní 5 MP kamery, přední kamera 1,2 MP potom slouží i na videohovory. Opět vznikly 2 verze: Wi-Fi a Wi‑Fi + Cellular. Verze Cellular disponuje navíc modulem pro mobilní data. Displej má velikost 7,9 palců a rozlišení 1024 × 768 pixelů při 264 bodech na palec (ppi). Technologie displeje je IPS s LED podsvícením. Pro komunikaci je zde Wi-Fi (802.11 a/b/g/n), Bluetooth 4.0, konektor Lighting a u verze Cellular 3G datové technologie. Jako další snímače iPad využívá tří-osý gyroskop, akcelerometr a snímač okolního osvětlení.

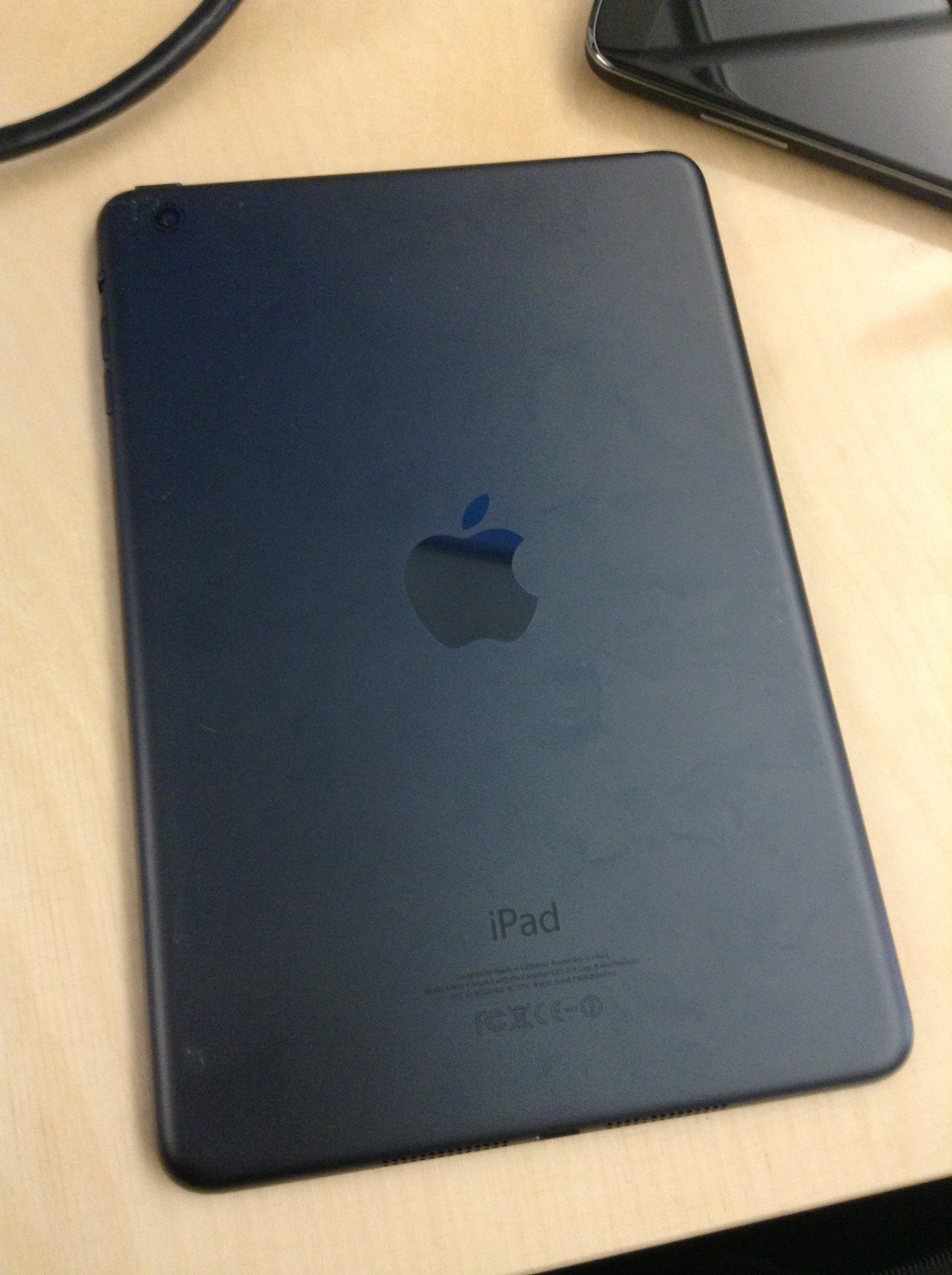
Zadní strana

## Baterie a výdrž
Díky úspornějšímu procesoru (oproti dřívější generaci) mohla být zmenšena baterie, což ovlivnilo jak hmotnost, tak i velikost. Výrobce slibuje až 10 hodin na internetu pomocí Wi-Fi.